# Cronologia delle tecnologie subacquee
Le tecnologie subacquee si sono evolute nel corso dei secoli, fin dai tempi più antichi, con lo scopo di raggiungere la creazione di attrezzature per la subacquea sempre più complete e sicure in grado di consentire all'uomo di muoversi sott'acqua.

## Epoca pre-industriale
- Molti secoli prima di Cristo: incisioni scoperte in Assiria mostrano soldati che attraversano fiumi usando giubbotti di pelle di pecora galleggianti. Molti autori moderni hanno inteso che questi fossero rudimentali apparati di respirazione utilizzati da antichi uomini rana in azione;
- Antica Roma e Antica Grecia: vi sono molte situazioni in cui uomini nuotano e si immergono con scopi bellici, anche se normalmente senza essere dotati di attrezzatura subacquea; a volte erano però muniti di un giunco come snorkel.[1]
- Intorno al V secolo a.C.: Erodoto descrisse uno scontro navale, in cui il greco Scilla di Scione venne fatto prigioniero e imbarcato dal re persiano Serse I. Quando Scilla seppe che Serse stava per attaccare una flotta greca afferrò un coltello e saltò fuori bordo. I persiani non riuscirono a trovarlo in acqua e credettero che fosse annegato. Scilla li sorprese di notte e si fece strada tra tutte le navi della flotta di Serse, liberandole dagli ormeggi. Usò un giunco cavo come boccaglio per non essere visto. Poi nuotò per circa 15 chilometri per raggiungere i greci oltre Capo Artemisio.
- 1300 o prima: subacquei persiani utilizzavano gusci di tartaruga per immergersi.
- XV secolo: Leonardo da Vinci descrisse la prima campana subacquea in Italia nel suo Codice Atlantico (conservato nella Biblioteca Ambrosiana a Milano), utilizzata per respirare artificialmente sott'acqua. Non vennero però forniti particolari in quanto questo sistema venne descritto come innaturale per l'uomo, che ne avrebbe tratto vantaggio a fini bellici. Alcuni disegni mostrano differenti tipi di aeratori, altri set completi per l'immersione, tra cui anche una rudimentale muta subacquea con maschera e una riserva d'aria, così completa da avere anche un collettore per l'urina.
- 1531: Guglielmo di Lorena si immerse sulle due galere di Caligola usando una campana derivata dai disegni di Leonardo da Vinci.
- Intorno al 1620: Cornelius Drebbel inventò un primo, rudimentale, rebreather.
- 1772: Sieur Freminet cercò di costruire un set ARA, ma morì per carenza d'ossigeno dopo 20 minuti, non potendo disporre di alcun ricambio d'aria.
- 1776: David Brushnell inventò il Turtle, il primo sottomarino a scopo bellico, usato durante la Rivoluzione Americana.

## XIX secolo

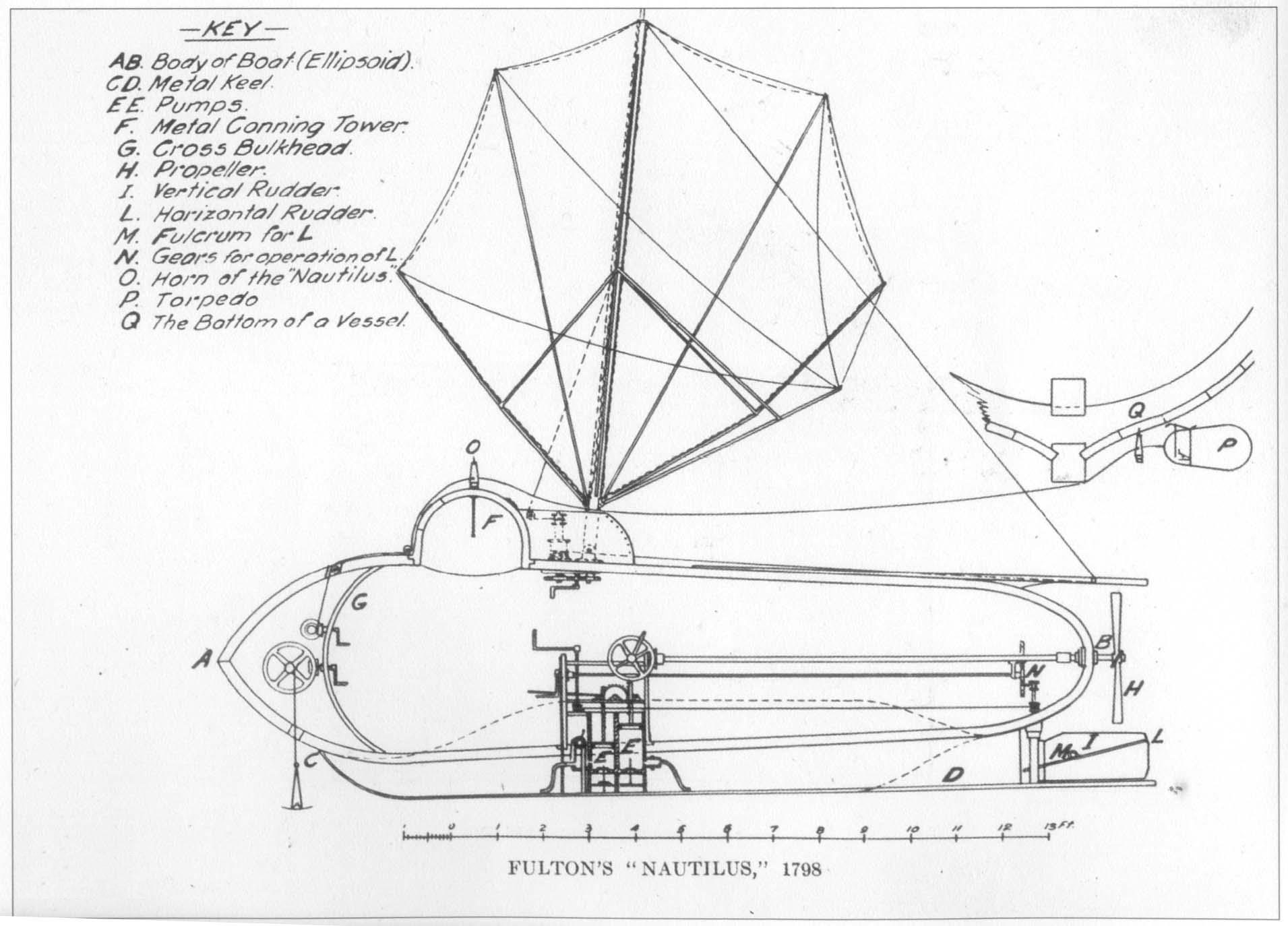
Il "Nautilus" di Robert Fulton.

- 1800: Robert Fulton costruì un sommergibile, il "Nautilus".
- 1825: William H. James progettò un set SCUBA dotato di un cilindro d'aria compressa legato alla cintola.
- 1829: Charles e John Deane di Whitstable, nel Kent inglese, progettarono il primo elmo da palombaro.
- 1829: E.K.Gauzen, un tecnico navale russo di Kronshtadt (un distretto di San Pietroburgo) propose una macchina per immersioni. La sua invenzione era un elmo metallico, in cui veniva pompata l'aria, legato con cinghie ad una tuta di cuoio. Questa muta da immersione, con le sue successive modifiche, venne utilizzata dalla Marina Russa fino al 1880.
- 1837: sulla base degli studi di Leonardo e di Halley Augustus Siebe costruì una veste per immersione standard, una sorta di muta da palombaro per l'immersione.
- Intorno al 1842: il francese Joseph Cabirol iniziò la costruzione delle prime mute da palombaro.
- 1849: nasce la Scuola palombari a Genova.
- 1856: Wilhelm Bauer fece la prima delle 133 immersioni con il suo sommergibile Seeteufel.
- 1860: Giovanni Luppis, un ingegnere in pensione della Marina Austro-Ungarica, mostrò all'Imperatore Francesco Giuseppe il progetto del primo siluro.
- 1863: il CSS Hunley fu il primo sommergibile ad affondare una nave, la USS Housatonic, durante la Guerra di secessione americana.
- 1865: Benoît Rouquayrol e Auguste Denayrouze progettarono un set da immersione (chiamato aérophore) dotato di un recipiente per l'aria, collegato poi con il primo erogatore conosciuto. Il sub non nuotava, bensì camminava sul fondale, anche se per breve tempo per via delle limitate atmosfere che poteva contenere la rudimentale bombola (solo 30) e comunque sempre supportato dalla superficie. La durata dell'immersione di 6-8 ore raccontata in Ventimila leghe sotto i mari da Jules Verne sono una esagerazione letteraria.
- 1866: il siluro Minenschiff, realizzato da Robert Whitehead viene mostrato ad una commissione della Marina Imperiale Austriaca il 21 dicembre.
- tardo XIX secolo: l'industria inizia a produrre le prime bombole ad alta pressione.
- 1879: il primo rebreather (dotato di assorbimento di anidride carbonica tramite calce sodata) venne inventato da Henry Fluess per il recupero dei minatori intrappolati dall'acqua.
- 1893: Louis Boutan inventa la prima macchina fotografica subacquea.

### XX secolo

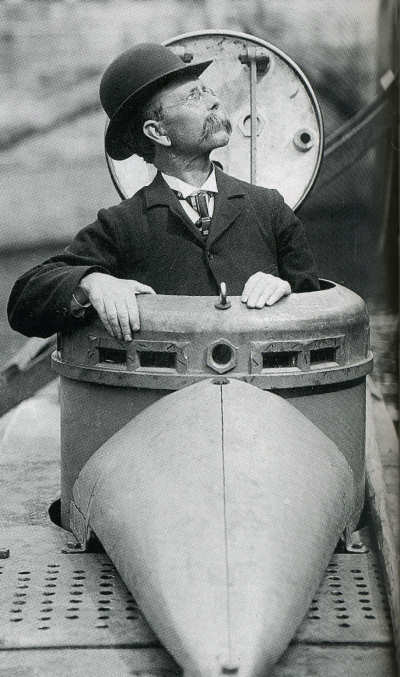
John Philip Holland, costruttore del primo sottomarino a petrolio.

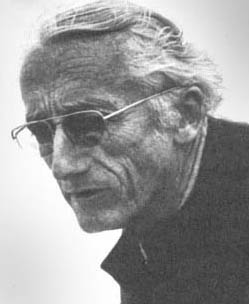
Jacques-Yves Cousteau, inventore dell'aqua-lung e grande subacqueo.

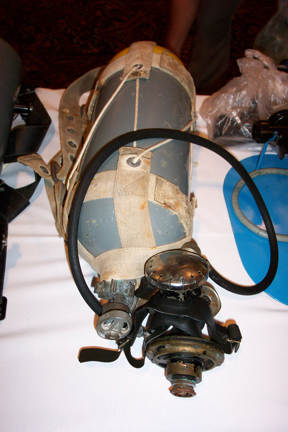
Il set SCUBA realizzato da Ted Eldred nel 1952.

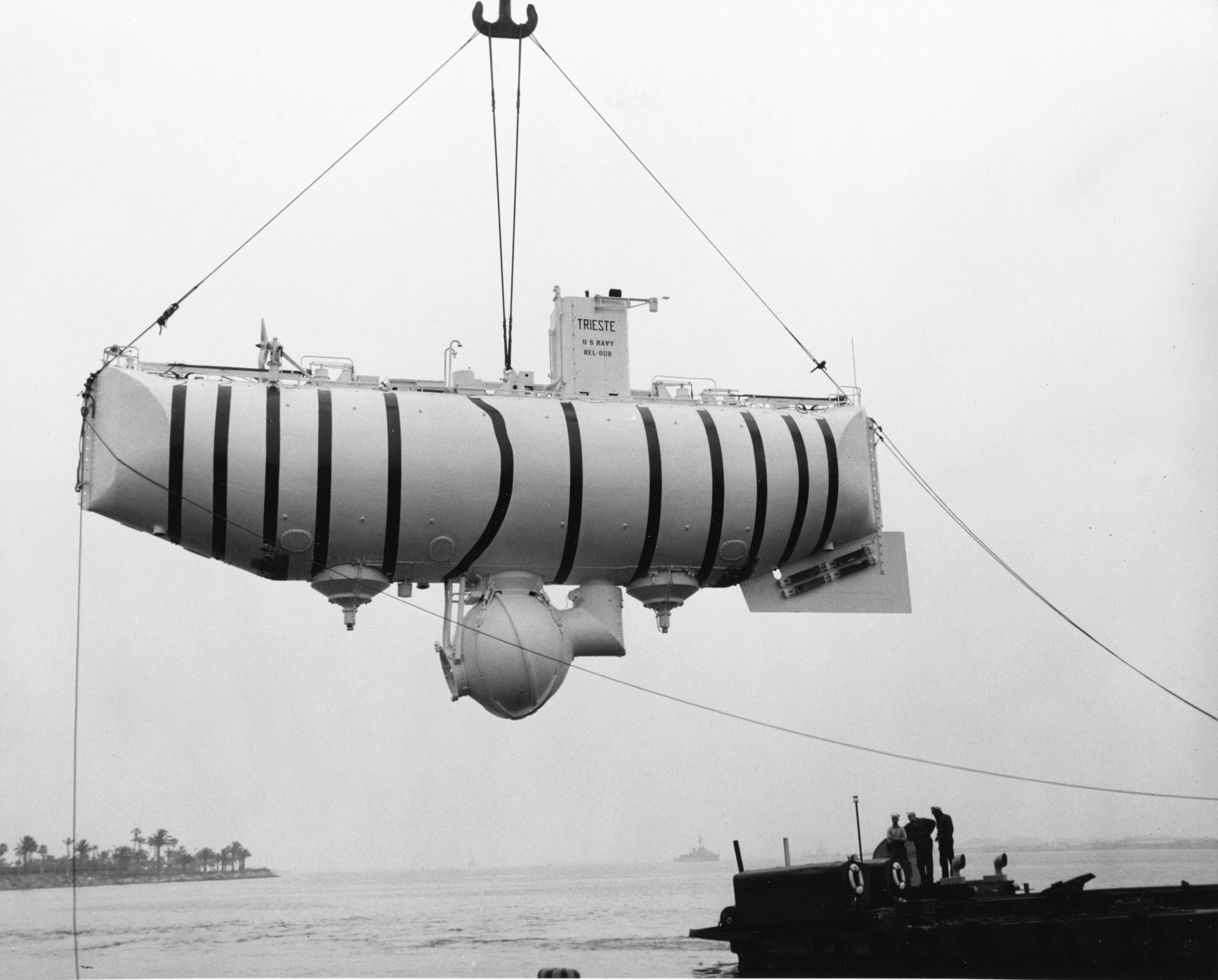
Il batiscafo Trieste.

- 1900: John Philip Holland costruisce il primo sottomarino a sfruttare motori a petrolio, lo Holland, detto anche A-1.
- 1905: il primo rebreather con valvole di misurazione per controllare l'afflusso di ossigeno.
- 1907: la Draeger di Lubecca costruisce un rebreather chiamato U-Boot-Retter. = "soccorritore di sottomarini".
- 1908: John Haldane, Arthur Boycott e Guybon Damant pubblica "The Prevention of Compressed-Air Illness", con studi dettagliati sulle cause e i sintomi del malessere da decompressione.
- 1912: Haldane, Boycott e Damant pubblicano le tabelle di decompressione della U.S. Navy.
- 1916: il Draeger modello DM 2 diventa equipaggiamento standard della Marina Tedesca.
- 1916: Alberto Gianni, il palombaro inventore, dopo una brutta embolia inventa la prima camera di decompressione chiamandola "cassa disazotatrice" che poi prese il nome di "cassa di decompressione" da cui camera di decompressione.
- 1930: la pesca con la fiocina diventa comune nel Mar Mediterraneo, e man mano anche l'uso di maschere subacquee, pinne e snorkel. La pratica amatoriale con rebreather in Italia viene notata dalla Marina Militare che fornisce ai propri uomini rana della Xª Flottiglia MAS rebreather a ossigeno.
- 1933: in Francia Louis de Corlieu brevetta le prime pinne e Yves Le Prieur inventa un respiratore a circuito aperto e flusso costante, capace di fornire un'autonomia di 20 minuti a 7 metri e di 15 minuti a 15 metri. Nello stesso anno a San Diego (California) nasce il primo diving club col nome di Bottom Scratchers.
- 1934: in Francia viene fondato il primo diving club europeo, il Club des Sous-l'Eau. Nello stesso anno Otis Barton e William Beebe si immergono fino a 3028 piedi usando una batisfera.
- 1935: la Marina Francese adotta il set di respirazione di Yves Le Prieur.
- 1936: viene fondato sulla Costa Azzurra il primo diving club sportivo.
- 1937: La American Diving Equipment and Salvage Company (conosciuta oggi come DESCO) produce una tuta da immersione pesante, dotata di respiratore misto elio-ossigeno.
- 1937: Georges Commeinhes produce un apparato di respirazione con erogatore a circuito aperto.
- 1939: Georges Commeinhes offre il suo set di respirazione alla Marina Francese, che però non ne continua lo sviluppo per via della seconda guerra mondiale. Nel luglio 1943 raggiunge 53 metri di profondità usandolo di fronte a Marsiglia. Morì poi nel 1944 nella liberazione di Strasburgo, e la sua invenzione venne surclassata da quella di Jacques-Yves Cousteau. Sempre nel 1939 Christian J. Lambertsen, statunitense, progetta un apparato Attrezzatura per immersioni ad ossigeno per la U.S. Navy, il primo ad essere chiamato con quell'acronimo.
- dal 1941 al 1945: gli anni della seconda guerra mondiale.
  - molte nazioni utilizzarono uomini rana equipaggiati con rebreather per alcune azione di incursione durante la guerra.
  - 1943: Jacques Cousteau e Emile Gagnan inventano e costruiscono il primo aqua-lung, rimasto segreto fino alla liberazione del sud della Francia.
  - 1944: in ottobre Frédéric Dumas raggiunge i 62 metri con l'aqua-lung di Cousteau.
  - 1945: il primo aqua-lung di Cousteau viene distrutto durante un bombardamento, lasciandone intatti solo due modelli. A Tolone inizia ad addestrare un gruppo di uomini per il disinnesco delle mine, divenuto poi ufficiale sono in seguito. Uno degli uomini di questo gruppo, Broussard, fondò il primo diving club dopo la guerra, il Club Alpin Sous-Marin.
- 1946 l'aqua-lung di Cousteau viene venduto in Francia. Yves Le Prieur inventa un nuovo tipo di respiratore.
- 1948: Auguste Piccard comanda il primo batiscafo, il FNRS-2, nella prima immersione tele-pilotata. Nello stesso anno Siebe Gorman inizia a costruire l'aqua-lung in Inghilterra, utilizzato poi dal Capitano Trevor Hampton. Ted Eldred in Australia inizia a progettare il primo set scuba a circuito aperto a tubo singolo.
- 1948-1949: il negozio Rene's Sporting Goods in California importa gli aqua-lung dalla Francia, con grande interesse di Hollywood. Otis Barton scende fino a 4500 piedi con il suo Benthoscope.
- 1950: l'aqua-lung di Cousteau viene venduto in Inghilterra. Siebe Gorman lo costruisce a Chessington. Viene stampato un manuale di immersione dalla Marina Inglese in cui viene descritto l'uso dell'aqua-lung, senza però citare Cousteau. Una nota di Cousteau svela che solo 10 aqua-lung sono stati inviati in America, per via della saturazione del mercato.
- 1951: il film The Frogmen viene proiettato nelle sale cinematografiche. È ambientato nell'Oceano Pacifico della seconda guerra mondiale. A dicembre il primo numero dello ''Skin Diver Magazine viene pubblicato negli Stati Uniti, pubblicato poi fino al 2002. L'aqua-lung inizia ad essere venduto anche in Canada.
- 1952: l'aqua-lung di Cousteau inizia ad essere venduto negli Stati Uniti. Ted Eldred in Australia inizia a vendere il suo set a circuito aperto.
- 1953: la National Geographical Society Magazine pubblica un articolo sulle ricerche di archeologia subacquea di Cousteau sull'isola Grand Congloué vicino a Marsiglia, e un film chiamato Épaves (Relitti) viene distribuito nei paesi di lingua francese. Questo dà il via ad un enorme interesse riguardo alla subacquea, sia in Francia che in America; in Inghilterra i prezzi continuano a rimanere proibitivi. Il Capitano Trevor Hampton fonda il British Underwater Centre a Dartmouth nel Devon. Il negozio Rene's Sporting Goods diventa U.S. Divers, ora marchio di produzione di attrezzatura per immersioni. Il 15 ottobre viene fondata la BSAC.
- 1954: il USS Nautilus, il primo sottomarino nucleare, viene varato. Il primo equipaggio umano si immerge nel batiscafo FNRS-2. Il primo corso didattico viene offerto dal Los Angeles County Department of Parks and Recreation.
- 1956: viene prodotta la prima muta umida. Alcuni sub inglesi iniziano a costruire, usando parti industriali, nuovi erogatori. Più tardi la Submarine Products Ltd  di Hexham nel Northumberland inizia a produrre aqua-lung sulla base del progetto di Cousteu a costi commerciali, forzando così Siebe Gorman ad abbassare i prezzi.
- 1957: inizia negli Stati Uniti la serie televisiva Sea Hunt, che rende popolare la subacquea al grande pubblico.
- 1957: in settembre Eduard Admetlla i Lázaro raggiunge i 100 metri con una versione modificata dell'aqua-lung di Cousteau prodotta da Nemrod, stabilendo così il nuovo record mondiale[2].
- 1958: lo USS Nautilus completa il primo viaggio sotto i ghiacci del Polo Nord.
- 1959: il 10 gennaio, a Monaco, viene fondata la (CMAS): Confédération mondiale des activités subaquatiques. Il primo presidente, in carica dal 1959 al 1973, fu Jacques-Yves Cousteau.
- 1959: la National Association of Underwater Instructors (NAUI) viene fondata da Albert Tillman e Neal Hess.
- 1960: Jacques Piccard e il Sottotenente Don Walsh scendono sul fondo dell'abisso Challenger, il punto più profondo dell'Oceano Pacifico con il batiscafo Trieste. Lo USS Triton completa la prima circumnavigazione subacquea del globo.
- 1965: la versione cinematografica di James Bond in Thunderball aiuta la popolarità della subacquea.
- 1966: Viene fondata la Professional Association of Diving Instructors (PADI).
- 1968: viene prodotto il primo rebreather con parti elettroniche, detto Electrolung.
- 1971: la Scubapro introduce il giubbotto ad assetto variabile.
- 1972: la Scubapro introduce il primo computer subacqueo analogico.
- 1983: Viene creato il primo computer subacqueo digitale, l'Orca Edge.
- 1985: viene ritrovato il relitto del RMS Titanic.
- 1989: il film The Abyss teorizza l'avveniristico sistema di respirazione liquida (a emulsione ossigenata di fluorocarbonio) per le immersioni profonde, soluzione che è stata realmente esplorata scientificamente.
- 2001: la BSAC autorizza l'uso dei rebreather nelle sue immersioni.
- 2016: viene sviluppato il primo sistema di navigazione subacquea per la visita guidata di siti archeologici sommersi.[3][4]